# Chantesse
Chantesse est une commune française située dans le département de l'Isère, en région Auvergne-Rhône-Alpes.
Historiquement rattachée à la province royale du Dauphiné, la commune est adhérente à la communauté de communes de  Saint-Marcellin Vercors Isère Communauté depuis le 1er janvier 2017.
Les habitants sont dénommés les Chantessois.

## Géographie

### Situation et description
Chantesse est un petit village isérois, situé entre Grenoble et Valence (environ 50 km) et entre Tullins et Vinay (moins de 10 km). Cependant, de nombreux échanges (agences CPAM, ANPE, lycée, Maison de l'économie…) ont également lieu avec Saint-Marcellin (15 km).
Chantesse s'élève à 300 m d'altitude en bordure du massif des Chambaran (côté est) face au Vercors, et n'est pas loin de l'autoroute A49.

### Géologie
Le territoire communal repose sur la bordure la partie orientale du plateau de Chambaran, lequel est constitué d'une ossature en molasse miocène, recouverte en grande partie par un placage de terres argilo-limoneuses ou argilo-sableuses.

### Climat
Pour des articles plus généraux, voir Climat d'Auvergne-Rhône-Alpes et Climat de l'Isère.
En 2010, le climat de la commune est de type climat océanique altéré, selon une étude du Centre national de la recherche scientifique s'appuyant sur une série de données couvrant la période 1971-2000. En 2020, Météo-France publie une typologie des climats de la France métropolitaine dans laquelle la commune est exposée à un climat de montagne ou de marges de montagne et est dans la région climatique  Alpes du nord, caractérisée par une pluviométrie annuelle de 1 200 à 1 500 mm, irrégulièrement répartie en été. 
Pour la période 1971-2000, la température annuelle moyenne est de 11,5 °C, avec une amplitude thermique annuelle de 18,4 °C. Le cumul annuel moyen de précipitations est de 1 048 mm, avec 9,5 jours de précipitations en janvier et 6,5 jours en juillet. Pour la période 1991-2020, la température moyenne annuelle observée sur la station météorologique de Météo-France la plus proche, « Grenoble-Saint-Geoirs », sur la commune de Saint-Étienne-de-Saint-Geoirs à 12 km à vol d'oiseau, est de 11,5 °C et le cumul annuel moyen de précipitations est de 915,1 mm,. Pour l'avenir, les paramètres climatiques de la commune estimés pour 2050 selon différents scénarios d'émission de gaz à effet de serre sont consultables sur un site dédié publié par Météo-France en novembre 2022.

### Voies de communication et transports
La route départementale 1092 (RD1092) dénommée ainsi entre Romans-sur-Isère et Voiron se dénommait avant son déclassement route nationale 92. Cette ancienne route nationale qui reliait Genève à Valence jusqu'en 1974 traverse le bourg de Tullins puis le territoire de Chantesse selon un axe nord-ouest - sud-est.
La gare ferroviaire la plus proche du village est la gare de Tullins-Fures.

## Urbanisme

### Typologie
Au 1er janvier 2024, Chantesse est catégorisée commune rurale à habitat dispersé, selon la nouvelle grille communale de densité à sept niveaux définie par l'Insee en 2022.
Elle est située hors unité urbaine. Par ailleurs la commune fait partie de l'aire d'attraction de Grenoble, dont elle est une commune de la couronne,. Cette aire, qui regroupe 204 communes, est catégorisée dans les aires de 700 000 habitants ou plus (hors Paris),.

### Occupation des sols
L'occupation des sols de la commune, telle qu'elle ressort de la base de données européenne d’occupation biophysique des sols Corine Land Cover (CLC), est marquée par l'importance des territoires agricoles (58,4 % en 2018), en diminution par rapport à 1990 (65,7 %). La répartition détaillée en 2018 est la suivante : 
forêts (34,1 %), zones agricoles hétérogènes (23,9 %), cultures permanentes (23,4 %), prairies (11,1 %), zones urbanisées (7,5 %). L'évolution de l’occupation des sols de la commune et de ses infrastructures peut être observée sur les différentes représentations cartographiques du territoire : la carte de Cassini (XVIIIe siècle), la carte d'état-major (1820-1866) et les cartes ou photos aériennes de l'IGN pour la période actuelle (1950 à aujourd'hui).

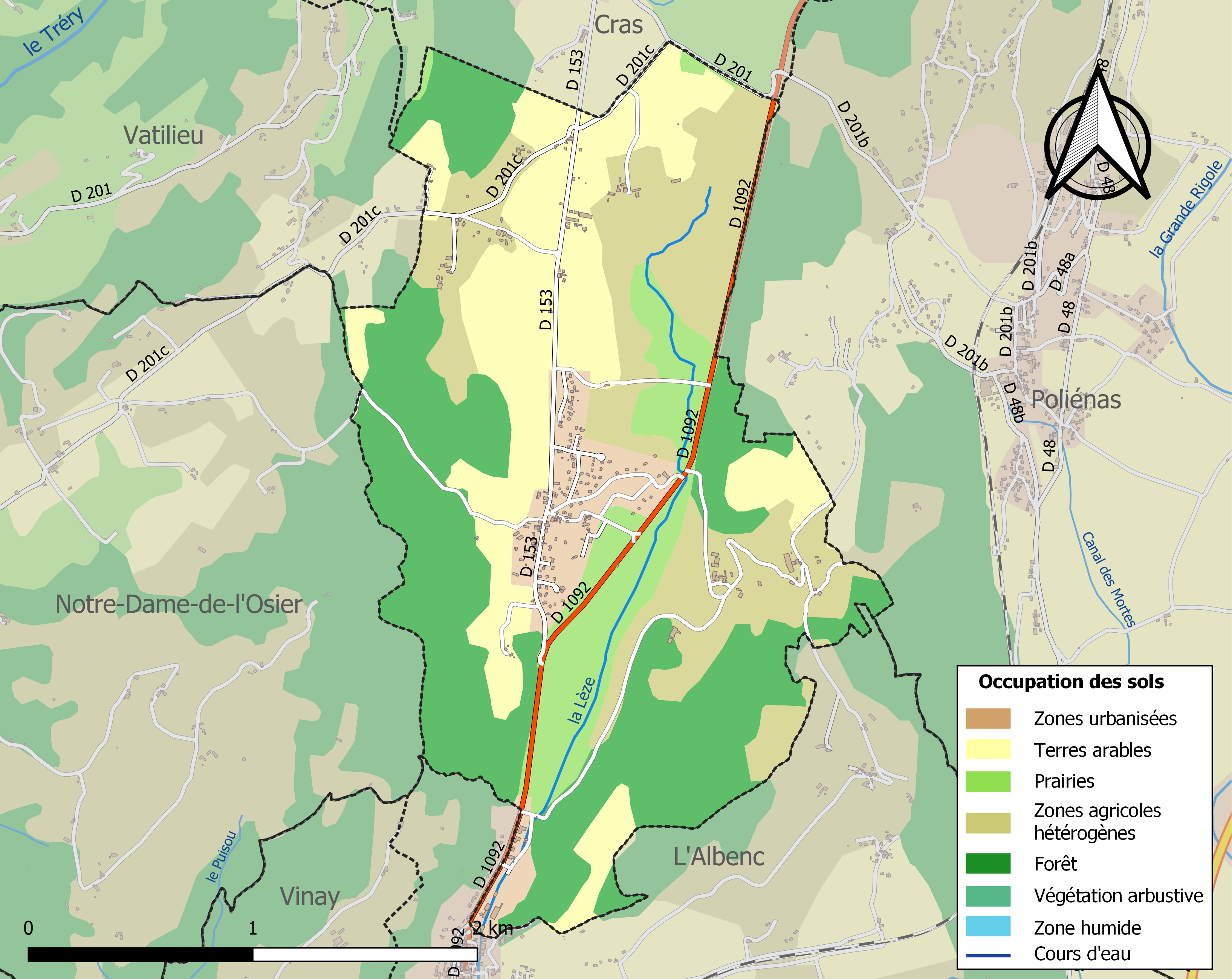
Carte des infrastructures et de l'occupation des sols de la commune en 2018 (CLC).

### Risques naturels et technologiques

#### Risques sismiques
L'ensemble du territoire de la commune de Chantesse est situé en zone de sismicité no 4 (sur une échelle de 1 à 5), en limite de la zone no 3 qui se situe vers l'ouest et le nord-ouest du département de l'Isère.
| Type de zone | Niveau            | Définitions (bâtiment à risque normal) |
| ------------ | ----------------- | -------------------------------------- |
| Zone 4       | Sismicité moyenne | accélération = 1,6 m/s2                |

## Politique et administration

### Liste des maires
| Période                                  | Période   | Identité            | Étiquette | Qualité  |
| ---------------------------------------- | --------- | ------------------- | --------- | -------- |
| avant 1988                               |           | René Guinard        |           |          |
| mars 2001                                | mars 2014 | Bernard Filet-Coche |           |          |
| mars 2014                                | En cours  | Isabelle Oriol      | SE        | Employée |
| Les données manquantes sont à compléter. |           |                     |           |          |

## Population et société

### Démographie
L'évolution du nombre d'habitants est connue à travers les recensements de la population effectués dans la commune depuis 1793. Pour les communes de moins de 10 000 habitants, une enquête de recensement portant sur toute la population est réalisée tous les cinq ans, les populations de référence des années intermédiaires étant quant à elles estimées par interpolation ou extrapolation. Pour la commune, le premier recensement exhaustif entrant dans le cadre du nouveau dispositif a été réalisé en 2004.

En 2022, la commune comptait 393 habitants, en évolution de +20,92 % par rapport à 2016 (Isère : +3,07 %, France hors Mayotte : +2,11 %).
| 1793 | 1800 | 1806 | 1821 | 1831 | 1836 | 1841 | 1846 | 1851 |
| ---- | ---- | ---- | ---- | ---- | ---- | ---- | ---- | ---- |
| 233  | 296  | 321  | 343  | 360  | 378  | 365  | 353  | 327  |

| 1856 | 1861 | 1866 | 1872 | 1876 | 1881 | 1886 | 1891 | 1896 |
| ---- | ---- | ---- | ---- | ---- | ---- | ---- | ---- | ---- |
| 317  | 302  | 285  | 255  | 259  | 233  | 240  | 237  | 216  |

| 1901 | 1906 | 1911 | 1921 | 1926 | 1931 | 1936 | 1946 | 1954 |
| ---- | ---- | ---- | ---- | ---- | ---- | ---- | ---- | ---- |
| 226  | 231  | 232  | 201  | 183  | 175  | 184  | 177  | 181  |

| 1962 | 1968 | 1975 | 1982 | 1990 | 1999 | 2004 | 2006 | 2009 |
| ---- | ---- | ---- | ---- | ---- | ---- | ---- | ---- | ---- |
| 155  | 140  | 150  | 213  | 262  | 269  | 295  | 288  | 304  |

| 2014 | 2019 | 2022 | - | - | - | - | - | - |
| ---- | ---- | ---- | - | - | - | - | - | - |
| 317  | 360  | 393  | - | - | - | - | - | - |

### Enseignement
La commune est rattachée à l'académie de Grenoble.
Chantesse possède une école fonctionnant en partenariat avec les villages voisins. Les classes sont réparties par niveau dans chaque village. Chantesse accueille les élèves de CM2.

### Sport  et animations
La commune compte une association sportive dynamique proposant des cours de gymnastique et qui organise chaque année une manifestation à l'occasion du Téléthon. Sans oublier l'ACCA Chantesse qui propose régulièrement ds animations.

### Médias
Historiquement, le quotidien à grand tirage Le Dauphiné libéré consacre, chaque jour, y compris le dimanche, dans son édition du Sud Grésivaudan, un ou plusieurs articles à l'actualité de la communauté de communes et du canton ainsi que des informations sur les éventuelles manifestations locales, les travaux routiers, et autres événements divers à caractère local.
La commune est située sur l'aire de diffusion de radio Ici Isère, une radio publique qui émet sur tout le territoire du département de l'Isère.

### Cultes
La communauté catholique et l'église de Chantesse (propriété de la commune) sont rattachées à la paroisse Saint-Joseph-des-deux-rives, elle-même rattachée au diocèse de Grenoble-Vienne.

## Économie
L'agriculture produit essentiellement des noix (zone AOC de la Noix de Grenoble - Possibilité de visiter le Grand séchoir, musée de la Noix, à Vinay) et du maïs.

## Culture et patrimoine

### Lieux et monuments
- Château de Cumane
- Château de Linage

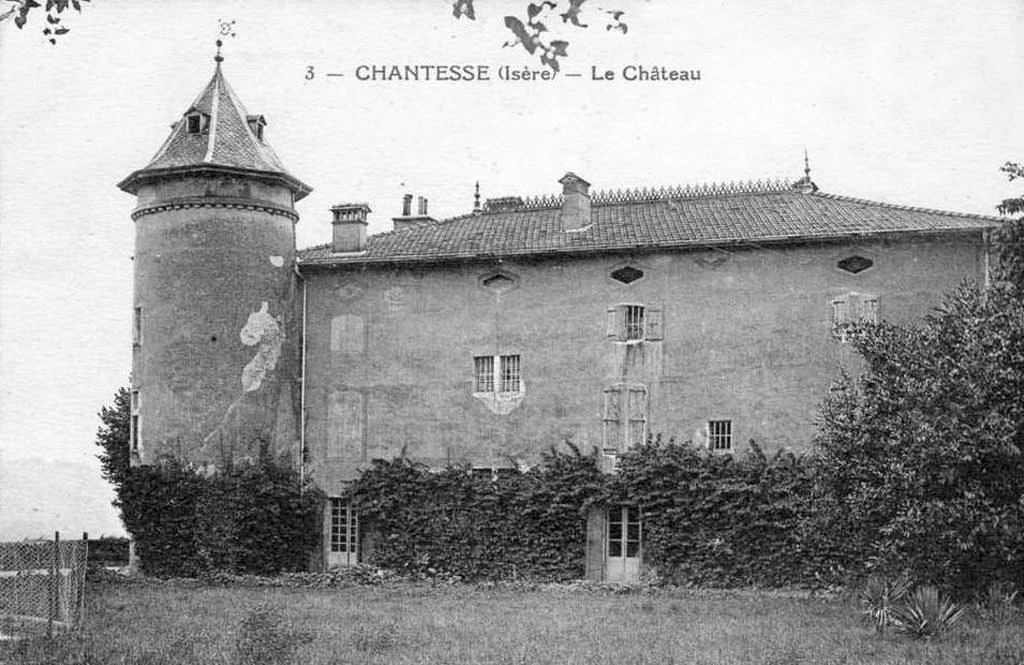
Château de Chantesse sur une carte postale ancienne.

- Église paroissiale Saint-Pierre de style roman
- Monument aux morts de Chantesse

### Patrimoine naturel
C'est un village avec de nombreuses sources, des marais protégés riches en diverses espèces d'insectes et de batraciens. La faune (cervidés) est également très importante, c'est pourquoi une grande partie du territoire devient une réserve de chasse en automne (association de chasseurs : ACCA Chantesse).

### Héraldique
| Blason à dessiner | Blason  | D'azur à la tour avec son avant-mur senestre mouvant du flanc, de gueules maçonné de sable; au chef d'or chargé d'un dauphin versé et contourné d'azur, crêté, barbé, peautré, oreillé et lorré de gueules. |
| Blason à dessiner | Détails | Le statut officiel du blason reste à déterminer. |